# Shannonomyia (Shannonomyia) erubescens
Shannonomyia (Shannonomyia) erubescens is een tweevleugelige uit de familie steltmuggen (Limoniidae). De soort komt voor in het Neotropisch gebied.